# مادة خارقة
المواد الفائقة (Metamaterial) : هي مواد مصنعة تمت هندستها لتحصل على خصائص لا توجد في المواد الطبيعية. تم تصنيعها من عناصر مختلفة تشكلت من مواد تقليدية مجهرية مثل مادة البلاستيك وتكون هذه المواد مرتبة على شكل دوري (متكرر). لا تحصل المواد الفائقة على خصائصها من تركيبهاوانما من تصميمها المتقن. إن شكلها وحجمها بالغ الدقة والمتقن هندسياً وترتيبها يجعلها قادرة على التأثير على الموجات الضوئية والصوتية بطريقة غير اعتيادية مما يجعلها تحصل على خصائص غير موجودة في الموادة الموجدودة في الطبيعة.توصلنا المواد الفائقة هذه إلى تاثيرات منشودة بواسطة دمج تركيبات عناصر من احجام تحت الطول الموجي; بمعنى ان مكونة من مواد بأحجام أصغر من الطول الموجي للموجات التي تؤثر عليها هذه المواد.

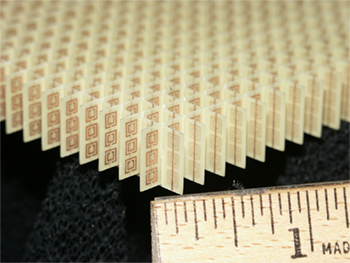
مادة خارقة ذات معامل انكسار سالب, مصنعه من الكربون

المبحث الرئيسي في المواد الفائقة يحقق في المواد ذات معامل الانكسار السالب. المواد ذات معامل الانكسار السالب اتاحت الفرصة لصنع العدسات الفائقة التي يمكن أن تحصل على دقة حيزية أقل من الطول الموجي. في مبحث آخر ومجاله «التخفي» اظهر إمكانية تحقيقه _على الأقل_ في ترددات ضيقة ذات المعامل التدرجي. أيضاً أول المواد الفائقة التي تم تصنيعها كانت كهرومغناطيسية.
التطبيقات المحتملة للمواد الفائقة متنوعة وتتضمن تطبيقات الفضاء البعيد و حساس الرصد (الكشف) ورصد البنية التحتية والإدارة الذكية للطاقة الشمسية والأمن العام وقبب الرادارات واتصالات ساحات المعارك ذات التردد العالي وتحسين حساسات الموجات الفوق صوتية وحتى تحصين المنشئات ضد الزلازل.
البحث في فوق المواد متعدد المجالات يشمل الهندسة الكهربائية والكهرومغناطيسة وفيزياء الجوامد وهندسة الموجات الصغرية (الميكروويف) وهندسة الهوائيات والكهروضوئيات والضوئيات التقليدية وعلوم المواد وأشباه الموصلات وعلم النانو وغيرها.